# 11 Dywizja Kawalerii (Imperium Rosyjskie)
11 Dywizja Kawalerii (ros. 11-я кавалерийская дивизия) – dywizja kawalerii Armii Imperium Rosyjskiego.
11 DK wchodziła w skład 11 Korpusu Armijnego. Walczyła w I wojnie światowej.

## Struktura organizacyjna
Organizacja w 1914
- Dowództwo 11 Dywizji Kawalerii w Dubnie
- 1 Brygada Kawalerii w Dubnie
  - 11 Ryski pułk dragonów w Krzemieńcu
  - 11 Czuhujewski pułk ułanów w Dubnie
- 2 Brygada Kawalerii w Łucku
  - 11 Iziumski pułk huzarów w Łucku
  - 12 pułk Kozaków Dońskich w Radziwiłłowie
- 11 dywizjon artylerii konnej w Dubnie